# Cryptops ribauti
Cryptops ribauti är en mångfotingart som beskrevs av Demange 1963. Cryptops ribauti ingår i släktet Cryptops och familjen Cryptopidae.
Artens utbredningsområde är Guinea. Inga underarter finns listade i Catalogue of Life.